# On Top
On Top – wydany w 2005 roku singel amerykańskiej grupy hip-hopowej Ruff Ryders. Promuje on album The Redemption Vol. 2.
On Top to piosenka Aja'i Smith. Gościnnie wystąpił na niej Infa.Red. Podkład pochodzi z "Hate It or Love" The Game'a (skomponowany przez Cool & Dre).

## Lista utworów
1. "On Top" (Radio)
2. "On Top" (Dirty)
3. "On Top" (Instrumental)